# ルバイヤート

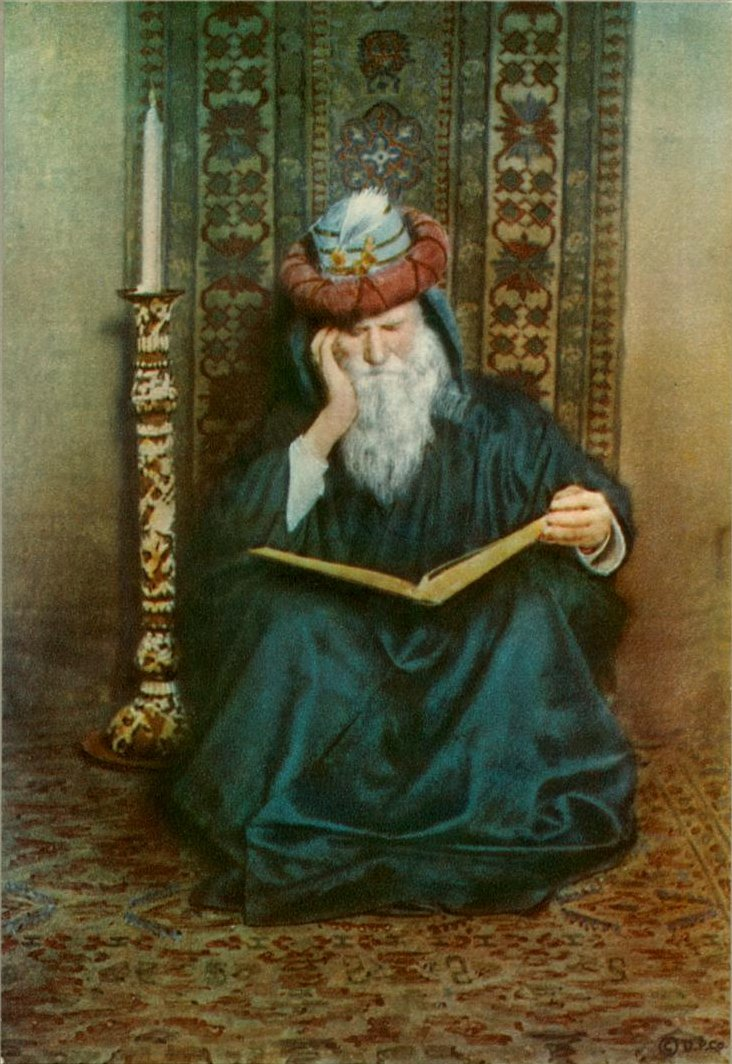
『ルバーイヤート』のイラストレーション「大地は答うること能わず、嘆く海もまた然り」

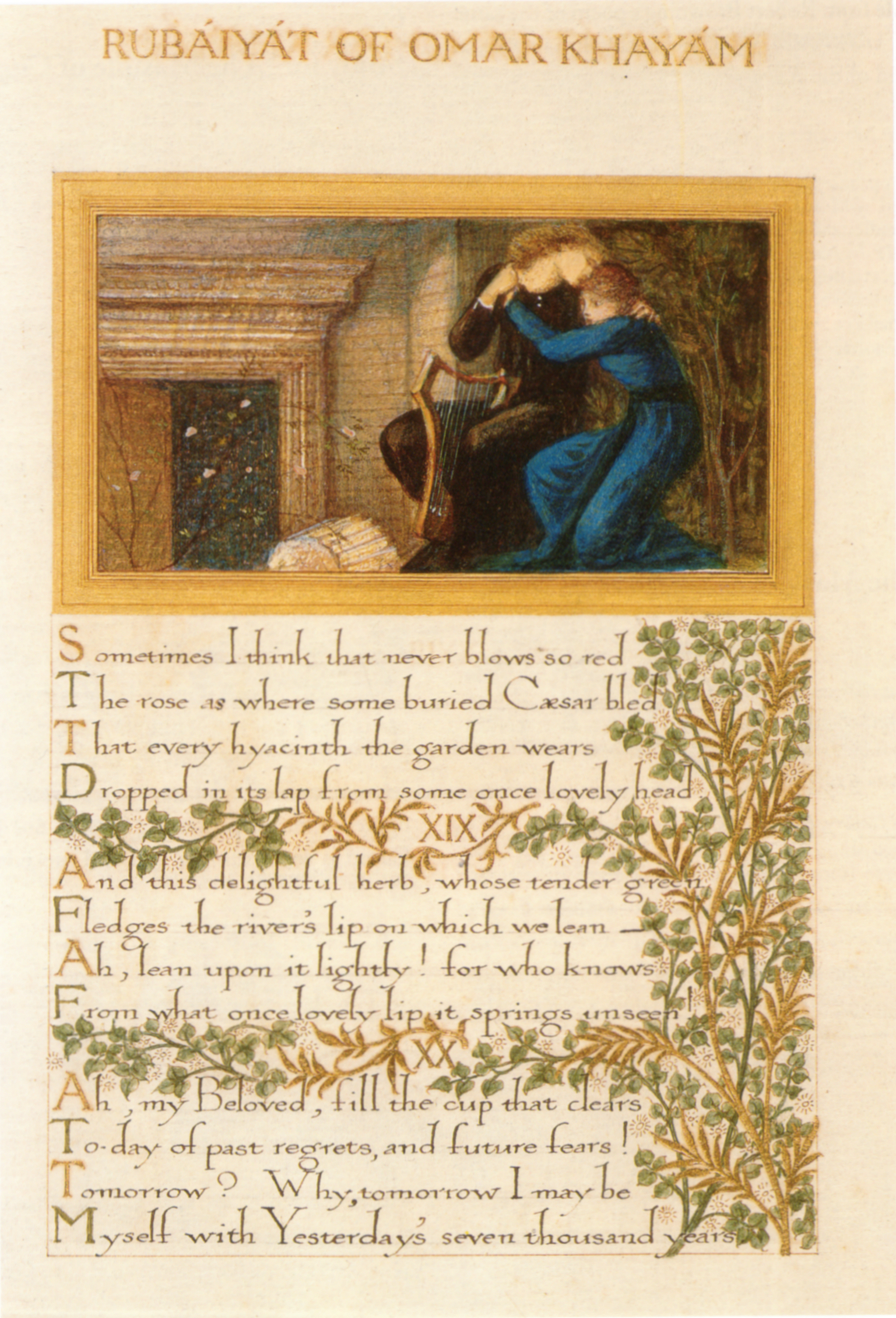
ウィリアム・モリスの装飾文字とエドワード・バーン＝ジョーンズのイラストレーションによるルバイヤートのページ(1870年頃)

『ルバーイヤート』(アラビア語: رباعیات Rubā`iyāt)は、11世紀ペルシア（イラン）の詩人ウマル・ハイヤームの四行詩集の題名。『ルバイヤート』とも。

## ルバーイー詩形について
「ルバーイヤート」とはアラビア語で「四行詩」を意味する「ルバーイイ/ルバーイー（アラビア語: رباعی Rubā`iy/Rubā`ī）」の複数形であるので、直訳すると「四行詩集」という題になる。
ルバーイー詩形とはペルシア語詩の形式の一つである。ペルシア語詩はアラビア語詩の詩形と韻律に負うところが大きいが、半句（ミスラーウ アラビア語: مصراع miṣrā`）と対句（バイト アラビア語: بيت bayt）からなり、半句ふたつで1対句となることを基本とする。これに各々の半句および対句での脚韻や押韻によって様々な詩形が形作られるが、例えばアラビア語詩の詩形に由来するカスィーダ詩形（ アラビア語: قصيدة qaṣīda）は、最初の対句の両方の半句で同じ脚韻をつくり、ふたつめの対句から最後の対句まで、後半の半句は最初の対句の脚韻と同じにする。また、マスナヴィー詩形（ アラビア語: مثنوي mathnawī/masnavī）では、最初の対句での両方の半句の脚韻を同じにし、つぎの対句の両方の半句の脚韻は別の韻を踏み、つぎの対句の両方の半句の脚韻は別の韻を踏む、という具合に脚韻をどんどん変えることによって、変化に富んだ韻律によって場合によっては数万対句におよぶ長大な詩となる。ペルシア語詩独自の詩形であり、フィルダウスィーの『王書』やニザーミーの『五部作』、14世紀のサアディーの『果樹園』などの長大な叙事詩や神秘主義詩などがマスナヴィー形式で著されており、13世紀の高名な神秘主義思想家で詩人でもあったジャラールッディーン・ルーミーの『精神的マスナヴィー』の書名ともなっている。
ルバーイー詩形の場合もペルシア語詩として独自に発展したもので、4つの半句からなるが、第1、第2、第4半句は同じ脚韻で押韻するが、第３半句の脚韻は押韻しなくても良いことになっている。ルバーイー詩形は長大なものが多いペルシア語詩のなかで、起承転結を有する簡潔な詩形であること特徴としている。簡潔にして要を得た表現に最も適しており、素朴でありながら余韻や余情のこもった表現形式と言える。近世ペルシア語詩の嚆矢といえる10世紀のサーマーン朝宮廷で活躍したルーダキーやダキーキー、シャヒードなどの詩人たちもルバーイー詩を残しているが、ルバーイー詩形の名手と呼びうる詩人たちが多く輩出されるようになるのは、神秘主義思想（スーフィズム）が興隆する11、12世紀頃になってからである。今日、「ルバーイヤート」といえばウマル・ハイヤームのものが想起されるが、ルバーイー詩形の彼の先達としては、11世紀にホラーサーンで活躍したアブー・サイード・ブン・アブル＝ハイル（? - 1049年）、同じくハマダーンのバーバー・ターヒル・ウルヤーン（? - 1055年?）、12世紀後半のヘラート出身のアブドゥッラーフ・アンサーリー（1005年 - 1089年）などがいる。彼らは共通して、当時興隆していたスーフィズム思想の精髄をルバーイー詩形に託し、スーフィズム思想を民衆にも親しみやすく伝えたことであろう。アンサーリーなどはサジュウ体（ アラビア語: سجع saj`：押韻散文の1スタイル）の散文作品『祈禱の書（ アラビア語: مناجات Munājāt）』の著者としても有名であり後代までもスーフィーとしても詩人として高名であったひとりであった。
ウマル・ハイヤームが存命していた時代のルバーイーは、アンサーリーに代表される通り基本的にスーフィズム的思潮の濃いものが大半を占めていた。世の無常観や飲酒への讃美、時には神へのアイロニカルな心情を吐露するウマル・ハイヤームのルバーイーは、（ジャーヒリーヤ時代のアラブの飲酒詩や世の無常を嘆くニヒリスティックな詩の伝統を組むものとも理解出来るが）当時のルバーイーの傾向からすると、やや特異な位置づけにあるものと言える。そのため、彼よりもジャラールッディーン・ルーミーなどに代表されるように酒による酩酊をスーフィズム的な陶酔境をになぞらえたり、恋人同士が互いを求める心情をスーフィズム的な神への専一的な求道に喩えることがスーフィズム的な神秘主義詩のセオリーとなっていったように、ウマル・ハイヤームのルバーイーでの文言もスーフィズム的なものを含意しているのではないかという解釈も生まれた。
- ルバーイー形式の脚韻

━━━━━○　　━━━━━○

━━━━━(○)　━━━━━○
- ルバーイー形式の韻律（Hazaj Muthamman 体の一種：長音は─、単音はＵで表現）

ルバーイー形式の半句に用いられる長音と単音の韻律は以下の4つが用いられる。
1) ─ ─ Ｕ Ｕ | ─ Ｕ ─ Ｕ | ─ ─ ─ | ─

2) ─ ─ Ｕ Ｕ | ─ Ｕ ─ Ｕ | ─ ─ Ｕ Ｕ | ─

3) ─ ─ Ｕ Ｕ | ─ ─ Ｕ Ｕ | ─ ─ ─ | ─

4) ─ ─ ─ | ─ ─ ─ | ─ ─ Ｕ Ｕ | ─
ウマル・ハイヤームのルバーイヤートは3) ─ ─ Ｕ Ｕ | ─ ─ Ｕ Ｕ | ─ ─ ─ | ─ が好まれた。
「四行詩集（ルバーイヤート）」を著した者は数あれど、今日、近現代の西欧でのウマル・ハイヤームの認知度の高さの影響によって、一般には「ルバーイヤート」といえばウマル・ハイヤームの詩集を指す言葉として用いられる。

## ウマル・ハイヤーム『ルバーイヤート』の発見
この詩集はウマルの死後公表されたが、それまで彼は詩人としてはほとんど知られていなかったという。しかし数学、天文学、史学など数々の分野における多くの偉業を遺した学者としては著名であった。（近年、イランの文学者タバータバーイーらは、天文学者のウマル・ハイヤームと『ルバーイヤート』の作者ウマル・ハイヤームとは同名の別人であるとの説を唱えている）
19世紀イギリスの詩人、エドワード・フィッツジェラルド（Edward FitzGerald）による英語訳で一躍名が知れるようになった。その英訳版は近代イギリス文学に大きな影響を与えた。
岩波版の訳者小川亮作は解説で、ペルシアのレオナルド・ダ・ヴィンチと評している。

## 初期の日本への紹介
- 宗教学者姉崎正治の「最近の波斯文學」（1896年）
- 上田敏「ヴィクトリア朝の竪琴」（1899年）
- ラフカディオ・ハーン（小泉八雲）の大学講義「エドワード・フィッツジェラルドと「ルバイヤート」の講義」（1903年）
- 田部隆次「小泉八雲」（1914年、早稲田大学出版部）。「小泉八雲全集」（第一書房）の訳者の一人

## 日本語訳
翻訳史については杉田英明の一連の論文に詳しい。

### 原語訳
- 『オムマ・ハヤムと「四行詩」全訳』荒木茂訳、1920年 - 初のペルシア語原典からの翻訳[2]。
- 『ルバイヤート』 小川亮作訳、岩波文庫、初版1949年1月、改版1979年9月、ワイド版1993年4月 - 岩波文庫版の前に文語訳も存在した。しかしハイヤームの文章が当時のイラン人にも通用する平易な文であり、佐藤春夫の勧めもあって口語に改めた[4]。
- 『ルバイヤート』沢英三訳、 平凡社<世界名詩集大成>、1960年
- 『ルバーイヤート』 黒柳恒男訳注、大学書林 1983年9月
- 『ルバイヤート』 陳舜臣編訳、集英社、2004年2月
- 『ルバーイヤート』 岡田恵美子編訳、平凡社ライブラリー、2009年9月

### 英訳版他からの重訳
英訳版からの重訳版は原典訳に先んじて多数刊行された。最初の日本語訳は、エドワード・フィッツジェラルド (詩人)（1809-83年）の英訳版から蒲原有明が訳し1907年3月の『文章世界』誌に掲載したものであり、その後浄土真宗の米国布教を補佐した石澤氷湖が1907年10月から1908年9月にかけて『米国佛教』誌で初の全訳を行った。1914年3月には片野文吉がフィッツジェラルドではなくジャスティン・マッカーシーの英訳から翻訳した。森亮訳で多くに知られるようになった。
- 『ルバイヤット : オーマー・カイヤムの四行詩』 フィッヂェラルド英訳、森亮訳、新ぐろりあ叢書、1941年
  - 国書刊行会〈クラテール叢書3〉、1986年12月
  - 『森亮訳詩集　晩国仙果（1）イスラム世界』 小澤書店、1990年7月 - 読売文学賞（研究・翻訳部門）受賞。
- 『ルバイヤアト』 尾形敏彦訳著、あぽろん社、1987年10月（改訂版）
- 『ルバイヤート　オウマ・カイヤム四行詩集』 フィッツジェラルド英訳、井田俊隆訳、南雲堂 1989年4月
- 『新釈 ルーバイヤート』 フィッツジェラルド英訳、秋国忠教訳、開拓社 1996年10月
- 『ルバイヤート集成』 フィッツジェラルド英訳、矢野峰人訳、国書刊行会 2005年1月 - 矢野峰人による様々な訳を再録したもの。解説は南条竹則・高遠弘美
- 『ルバイヤート　中世ペルシアで生まれた四行詩集』 フィッツジェラルド英訳、竹友藻風訳、マール社 2005年11月、挿画 ロナルド・バルフォア
- 『ルバイヤット』 ジャスティン・マッカーシー英訳、片野文吉訳、ちくま学芸文庫、2008年12月
- 『ルバイヤート』 フィッツジェラルド英訳、斎藤久訳、朝日出版社、2011年5月
- 『トゥーサン版　ルバイヤート』 フランツ・トゥーサン（1879-1955）編、高遠弘美訳、国書刊行会、2024年2月 - フランス語散文訳版

## 関連書
- 長谷川朝暮『留盃夜兎衍義（るばいやーとえんぎ）』吾妻書房、1967年